# Henry E. Burnham

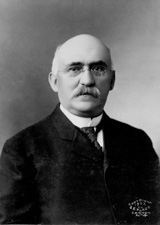
Henry E. Burnham

Henry Eben Burnham (* 8. November 1844 in Dunbarton, Merrimack County, New Hampshire; † 8. Februar 1917 in Manchester, New Hampshire) war ein US-amerikanischer Politiker (Republikanische Partei), der den Bundesstaat New Hampshire im US-Senat vertrat.
Henry Burnham besuchte als Junge die öffentlichen Schulen und die Kimball Union Academy, eine Privatschule in Meriden. Er schloss 1865 am Dartmouth College ab, studierte danach die Rechtswissenschaften, wurde 1868 in die Anwaltskammer aufgenommen und begann in Manchester zu praktizieren. Überdies betätigte er sich im Banken- und Versicherungsgewerbe.
Sein erstes öffentliches Mandat übernahm Burnham 1873 als Abgeordneter im Repräsentantenhaus von New Hampshire, dem er ein Jahr lang angehörte. Danach war er von 1875 bis 1877 Kämmerer des Hillsborough County, in dem er zwischen 1876 und 1879 auch als Nachlassrichter amtierte. 1888 war er Vorsitzender des Staatsparteitages der Republikaner, im Jahr darauf nahm er am Verfassungskonvent von New Hampshire teil. Von 1892 bis 1900 saß er in einer Wahlrechtskommission des Staates.
Schließlich erfolgte 1901 die Wahl in den US-Senat, wo Burnham sein Mandat ab dem 4. März dieses Jahres wahrnahm. 1907 wurde er im Amt bestätigt, sechs Jahre später trat er nicht zur Wiederwahl an. Während seiner Zeit im Senat war er unter anderem Vorsitzender des Ausschusses für die Beziehungen zu Kuba. Nach dem Ende seiner politischen Laufbahn arbeitete Burnham wieder als Jurist in New Hampshire.